# Atlantique (Film)
Atlantique ist ein Filmdrama von Mati Diop, das am 16. Mai 2019 im Rahmen der Internationalen Filmfestspiele von Cannes seine Premiere feierte und dort im Wettbewerb um die Goldene Palme konkurrierte. Am 2. Oktober 2019 kam der Film in die französischen Kinos.

## Handlung
In einem Vorort von Dakar beschließen Bauarbeiter, die an einem futuristischen Gebäude arbeiten, hierfür jedoch monatelang keinen Lohn erhalten haben, das Land für eine bessere Zukunft über das Meer zu verlassen. Unter ihnen ist Suleiman, der Geliebte von Ada, die einem anderen versprochen wurde. Ihre Hochzeit wird jedoch von einem Feuer verhindert.

## Produktion

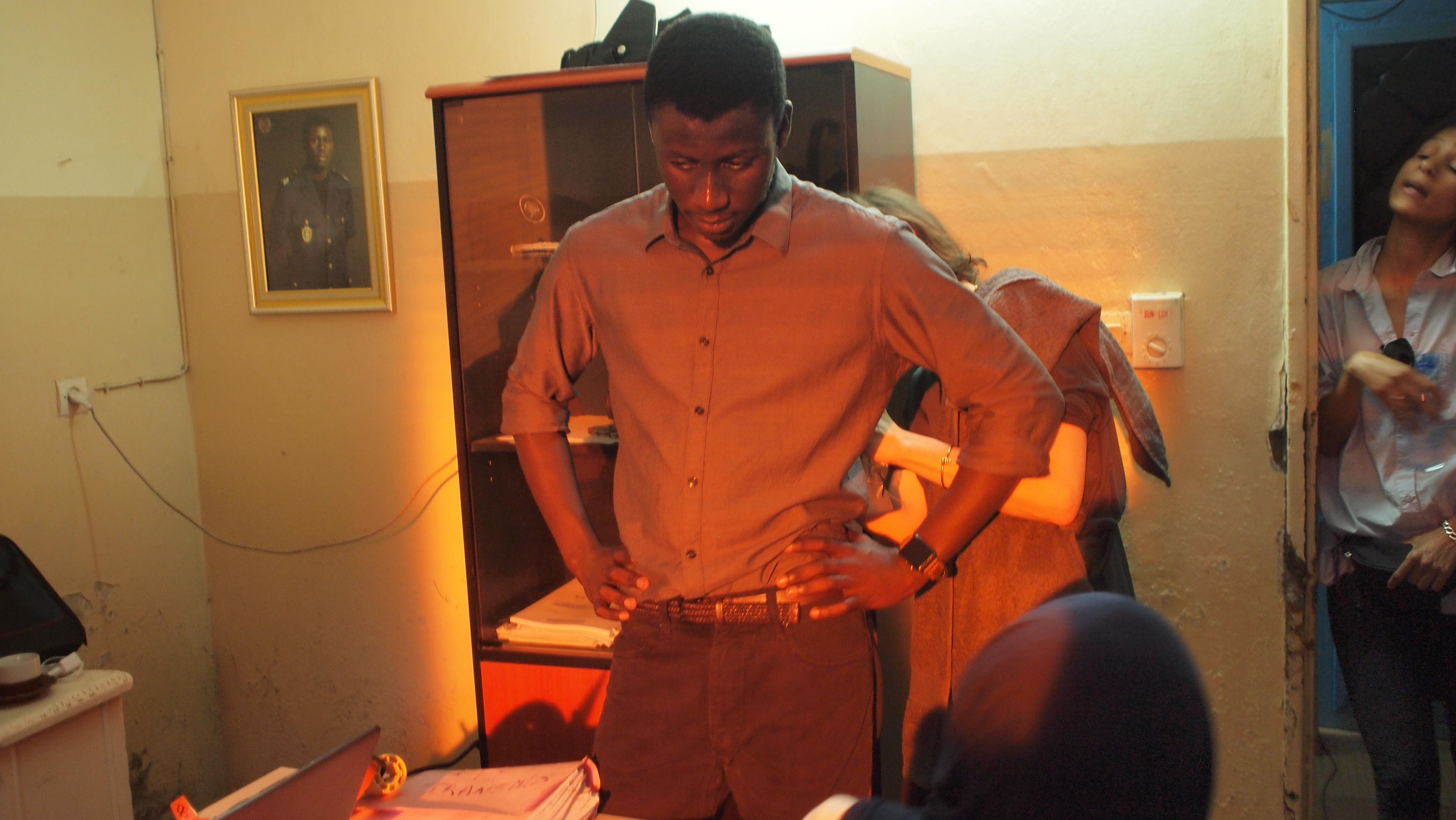
Amadou Mbow in der Rolle von Issa bei den Dreharbeiten

Regie führte Mati Diop, die gemeinsam mit Olivier Demangel auch das Drehbuch schrieb. Die Franco-Senegalesin wollte nach eigenen Aussagen einen Film über eine ganz bestimmte Zeitspanne machen, zwischen 2002 und 2010, in der junge Senegalesen massenweise Richtung Europa aufgebrochen waren. In Abwesenheit der Männer stehen in Atlantique die Frauen im Mittelpunkt, bis die Verschwundenen wieder auftauchen. Zu dieser Gestaltung bemerkt Diop: „Ich habe gemerkt, ich brauche Lebende um diese Geschichte zu erzählen, eine Geschichte über diejenigen, die bleiben.“ Ihr Sinn für Romantik gehe Hand in Hand mit einer Tendenz zum Übernatürlichen, und so vermischten sich auch in ihrem Film europäischer Romantismus mit afrikanischer Spiritualität.
Die Dreharbeiten fanden in Dakar, der Hauptstadt Senegals statt. Die Filmmusik komponierte Fatima Al Qadiri. Der Soundtrack, der insgesamt 14 Musikstücke umfasst, wurde Anfang Oktober 2019 von Milan Records als Download veröffentlicht.
Ab 16. Mai 2019 wurde der Film im Rahmen der Internationalen Filmfestspiele von Cannes vorgestellt, wo dieser um die Goldene Palme konkurrierte. Diop war damit die erste schwarze Regisseurin im Wettbewerb von Cannes. Im September 2019 wurde der Film beim Toronto International Film Festival im Rahmen der Sektion Contemporary World Cinema gezeigt, ebenso beim Festival Internacional de Cine de San Sebastián in der Sektion Zabaltegi-Tabakalera, Ende September, Anfang Oktober 2019 beim New York Film Festival. Am 2. Oktober 2019 kam der Film in die französischen Kinos. Ebenfalls Anfang Oktober 2019 wurde er beim London Film Festival vorgestellt. Im Januar 2020 soll er beim Palm Springs International Film Festival gezeigt werden. Netflix sicherte sich die weltweiten Rechte an Atlantique.

## Rezeption

### Kritiken
Bei Rotten Tomatoes konnte der Film 96 Prozent der Kritiker überzeugen und erhielt hierbei eine durchschnittliche Bewertung von 7,9 der möglichen 10 Punkte. Zusammenfassend soll der Film ein unvorhersehbares übernatürliches Drama sein, mit einem sozialen Kommentar über die reale Welt. Dabei wird Mati Diop eine leuchtende Zukunft als Filmemacherin vorhergesagt. Zudem ging der Film aus den 21. Annual Golden Tomato Awards in der Kategorie Best Romance Movies 2019 als Zweitplatzierter hervor. Im Kritikerspiegel der Filmfestspiele in Cannes von critic.de erhielt er überwiegend positive Kritiken.
Hannah Pilarczyk von Spiegel Online schreibt, man könne das, was Atlantique in seinem Verlauf unternehme, Fluchtursachenforschung nennen: „Wütende Arbeiter einer großen Baustelle, die seit vier Monaten kein Gehalt bekommen haben, bestimmen die ersten Bilder. Doch der Streit, die Empörung scheinen nur Details eines größeren Panoramas zu sein.“ In dieselbe Richtung urteilt der Filmdienst: „Zwischen neorealistischer Beobachtung und bildgewaltig-poetischem Filmmärchen, das auch mit Genreelementen des Horrors spielt, entfaltet der Film ein faszinierendes Panorama des Lebens im Senegal und beleuchtet das Thema der Migration aus der Perspektive der Frauen, die in Afrika zurückbleiben.“ Jörg Häntzschel hebt in der Süddeutschen Zeitung die Darstellung der senegalesischen Gesellschaft hervor: „Jeder weiß, wie es ist, wenn man buchstäblich krank ist vor Angst um einen geliebten Menschen. Diop zeigt, was passiert, wenn dieses Gefühl eine ganze Gesellschaft erfasst. Dass diese kollektive Erschütterung wiederum Symptom ist für die globale Ungerechtigkeit, muss sie nicht extra erwähnen.“ Tim Lindemann betont in Der Freitag das Geschlechterverhältnis im Film: „Diop entwirft in Atlantique eine vielschichtige Parabel über die Wiederkehr der Verdrängten und Verdammten dieser Erde. Vom Geist oder eben wortwörtlich von den Geistern ihrer verschollenen Liebsten beseelt, gelingt den Frauen in Diops Film der Widerstand gegen Korruption und Ausbeutung.“
Neben dem Inhalt wurde auch die Ästhetik gewürdigt. Außerdem wurden die Regieentscheidungen zu langen Kameraeinstellungen des Ozeans und die generelle künstlerischen Aspekte des Films gelobt. Dahingehend wurde auch die Darstellung des Ozeans durch die Kamerafrau Claire Mathon, vergleichend mit ihren anderen Arbeiten, positiv erwähnt.

### Auszeichnungen (Auswahl)
Atlantique wurde von Senegal als Beitrag für die Oscarverleihung 2020 in der Kategorie Bester Internationaler Film eingereicht und Mitte Dezember 2019 von der Academy of Motion Picture Arts and Sciences auf die Shortlist in dieser Kategorie gesetzt, gelangte aber nicht unter die letztlich fünf nominierten Beiträge. In der Jahresbestenliste des vom British Film Institute herausgegebenen Filmmagazins Sight & Sound befindet sich Atlantique  auf Platz 7 der besten Filme des Jahres 2019. Im Folgenden weitere Auszeichnungen und Nominierungen.
African-American Film Critics Association Awards 2019
- Aufnahme in die 10 Best Films of 2019[23]

Black Reel Awards 2020
- Nominierung als Bester internationaler Film
- Nominierung für die Beste Regie (Mati Diop)
- Nominierung für die Nachwuchsregie (Mati Diop)
- Nominierung für das Beste Drehbuchdebüt (Mati Diop und Olivier Demangel)
- Nominierung als Beste Nachwuchsdarstellerin (Mame Bineta Sane)[24]

Camerimage 2019
- Nominierung für das Beste Regiedebüt (Mati Diop)

Critics’ Choice Movie Awards 2020
- Nominierung als Bester fremdsprachiger Film[25]

Directors Guild of America Awards 2020
- Nominierung für das Beste Regiedebüt (Mati Diop)[26]

Europäischer Filmpreis 2019
- Nominierung als Bester Erstlingsfilm – „Europäische Entdeckung – Prix FIPRESCI“ (Mati Diop)[27]

Festival Internacional de Cine de San Sebastián 2019
- Nominierung in der Sektion Zabaltegi-Tabakalera (Mati Diop)

Hamptons International Film Festival 2019
- Special Jury Mention for Acting Performances (Mame Bineta Sane)[28]

Internationale Filmfestspiele von Cannes 2019
- Nominierung für die Goldene Palme (Mati Diop)
- Auszeichnung mit dem Großen Preis der Jury (Mati Diop)[29]

London Film Festival 2019
- Auszeichnung mit dem Sutherland Award im First Feature Competition (Mati Diop)[30]

Los Angeles Film Critics Association Awards 2019
- Auszeichnung für die beste Kamera (Claire Mathon)

National Board of Review Awards 2019
- Aufnahme in die Top 5 der besten fremdsprachigen Filme[31]

NAACP Image Awards 2020
- Nominierung für die Beste Regie (Mati Diop)[32]

New York Film Critics Circle Awards 2019
- Auszeichnung als Bestes Erstlingswerk (Mati Diop)

Online Film Critics Society Awards 2020
- Nominierung als Bester Newcomer – Filmemacher (Mati Diop)
- Nominierung als Bester fremdsprachiger Film[33]

Palm Springs International Film Festival 2020
- Nominierung als Bester fremdsprachiger Film für den FIPRESCI-Preis (Mati Diop)[34]

Prix Lumières 2020
- Nominierung als Révélation féminine (Mame Bineta Sane)
- Nominierung als Bester Debütfilm (Mati Diop)
- Nominierung für die Beste Filmmusik (Fatima Al Qadiri)[35]

Satellite Awards 2019
- Nominierung als Bester fremdsprachiger Film